# 1994年リレハンメルオリンピックのベラルーシ選手団
1994年リレハンメルオリンピックのベラルーシ選手団（1994ねんリレハンメルオリンピックのベラルーシせんしゅだん）は、1994年2月12日から2月27日まで、ノルウェーのオップラン県リレハンメルで開催された1994年リレハンメルオリンピックのベラルーシ選手団、およびその競技結果。

## 概要
今大会はベラルーシとして初めてのオリンピック参加であったが、銀メダル2個を獲得した。

## メダル
| メダル | 選手名                     | 競技             | 種目      |
| ------ | -------------------------- | ---------------- | --------- |
| 銀     | スヴェトラナ・パラミグイナ | バイアスロン     | 女子7.5km |
| 銀     | イーゴリ・ゼレゾフスキー   | スピードスケート | 男子1000m |